# Vojnovići (Foča, BiH)
Vojnovići su naseljeno mjesto u općini Foči, Republika Srpska, BiH. Nalaze se sjeverno od cestovne prometnice M20 i rijeke Sutjeske. Sjeverno je izvor Vrbničke rijeke. Zapadno je Cerski potok, a istočno Sulov potok. Južno je Nacionalni park Sutjeska.

## Stanovništvo
| Narod     | Popis 1961. | Popis 1971. | Popis 1981. | Popis 1991. |
| --------- | ----------- | ----------- | ----------- | ----------- |
| Hrvati    |             |             |             |             |
| Muslimani | 84          | 68          | 35          | 15          |
| Srbi      | 227         | 200         | 127         | 77          |
| ostali    | 5           |             | 1           |             |
| Ukupno    | 316         | 268         | 163         | 92          |